# Manganui River (Northland)
Der Manganui River ist ein Fluss in der Region Northland auf der Nordinsel von Neuseeland.

## Geographie
Der Manganui River wird durch den Zusammenfluss des Mangawai River mit dem Kaikowhiti Stream, rund 3 km nordnordwestlich von Mareretu und rund 250 m westlich der Eisenbahnstrecke der North Auckland Line gebildet. Von dort aus fließt der Manganui River mäanderförmig in großen und kleinen Bögen bevorzugt in westnordwestliche Richtung, bis er nach insgesamt 95 km Flussverlauf knapp 7 km ostnordöstlich von Dargaville in den Wairoa River mündet.
Der Fluss wird als langsam fließend und sein Wasser als schlammig beschrieben.
Die beiden einzigen Nebenflüsse des Manganui River sind der linksseitig hinzukommende Omaru River und der Tauraroa River, der sein Wasser rechtsseitig hinzuträgt.